# Pav bhaji
Pav bhaji (in marathi: पाव भाजी) è un piatto indiano composto da un tipico pane soffice (pav) servito assieme a una salsa di verdure speziata con patate, cipolle, carote, peperoncini, piselli, peperoni e pomodori.

## Storia
Il pav bhaji era originariamente il pranzo destinato agli operai delle fabbriche tessili di Mumbai. In seguito divenne una specialità presente nei menu di tutta la città. Il pav bhaji è oggi preparato in tutta l'India e all'estero.